# Mounts-Palay-Palay-Mataas-Na-Gulod-Nationalpark
Der Mounts-Palay-Palay-Mataas-Na-Gulod-Nationalpark liegt an der Grenze der auf der Insel Luzon liegenden Provinzen Batangas und Cavite in den Philippinen. Er wurde am 26. Oktober 1976 mit Inkrafttreten des Erlasses 1594 auf einer Fläche von 3.995 Hektar eingerichtet und ist Teil des Biodiversitäts-Schutzprogramms NIPAS der Philippinen unter der Kategorie Landschaftsschutzgebiet.
Auf dem Gebiet des ausgewiesenen Nationalparks liegen die drei Gipfel des Palay-palay, des Rico de Loro und des Mataas na Gulod, von denen der Palay-Palay der höchste Berg mit 648 Metern ist. Die letzten Regenwaldbestände in der Provinz Cavite liegen in diesem Nationalpark, die eine Fläche von rund 60 Prozent des Parkareals ausmachen.
In dem Nationalpark können die Mindoro-Drossel (Zoothera cinerea), der Streifenuhu (Bubo philippensis) und die Philippinenente (Anas luzonica) beobachtet werden.